# Cirsonella variecostata
Cirsonella variecostata là một ốc biển nhỏ, là động vật thân mềm chân bụng sống ở biển trong họ Skeneidae.